# Thiên niên kỷ 1
Thiên niên kỷ 1 Công Nguyên hay còn được gọi là Kỷ nguyên chung là một thiên niên kỷ kéo dài từ năm 1 đến năm 1000 (thế kỷ 1 đến thế kỷ thứ 10; trong thiên văn học: JD 17214255 – 20866675). Dân số thế giới vào thời điểm đó tăng chậm hơn so với thiên niên kỷ trước, từ khoảng 200 triệu người từ năm 1 CN tăng lên chỉ khoảng 300 triệu người vào năm 1000.
Ở vùng Tây Âu Á (Châu Âu và Cận Đông), thiên niên kỷ 1 là một thời kỳ vĩ đại khi chuyển tiếp từ thời Cổ đại Hy-La sang thời Trung Cổ. Thế kỷ thứ nhất chứng kiến thời kỳ đỉnh cao của Đế chế La Mã, sau đó là sự suy tàn của nó trong thời kỳ Hậu kỳ cổ đại, sự trỗi dậy của Cơ đốc giáo và những cuộc di cư vĩ đại. Nửa sau của thiên niên kỷ được coi là thời kỳ Sơ kỳ Trung cổ tại châu Âu, và được đánh dấu bằng sự bành trướng của người Viking ở phía tây, sự trỗi dậy của Đế chế Đông La Mã ở phía đông.
Tại Đông Á, thiên niên kỷ 1 cũng là thời điểm của những tiến bộ văn hóa vĩ đại, đáng chú ý nhất chính là sự truyền bá Phật giáo sang Đông Á. Tại Trung Quốc, nhà Hán bị thay thế bởi nhà Tấn và sau đó là nhà Đường, cho đến thế kỷ thứ 10 chứng kiến sự phân chia mới trong thời kỳ Ngũ Đại Thập Quốc . Tại Nhật Bản, dân số tăng mạnh kéo theo việc nông dân sử dụng các công cụ bằng sắt đã làm tăng năng suất và sản lượng mùa màng. Triều đình Yamato được thành lập. Tiểu lục địa Bắc Ấn Độ được chia thành nhiều vương quốc trong cả thiên niên kỷ 1, cho đến khi Đế chế Gupta hình thành. Hồi giáo đã bắt đầu bành trướng nhanh chóng từ Ả Rập đến Tây Á, Ấn Độ, Bắc Phi và cả bán đảo Iberia, lên đến cực điểm trong Thời kỳ hoàng kim của Hồi giáo (700–1200).

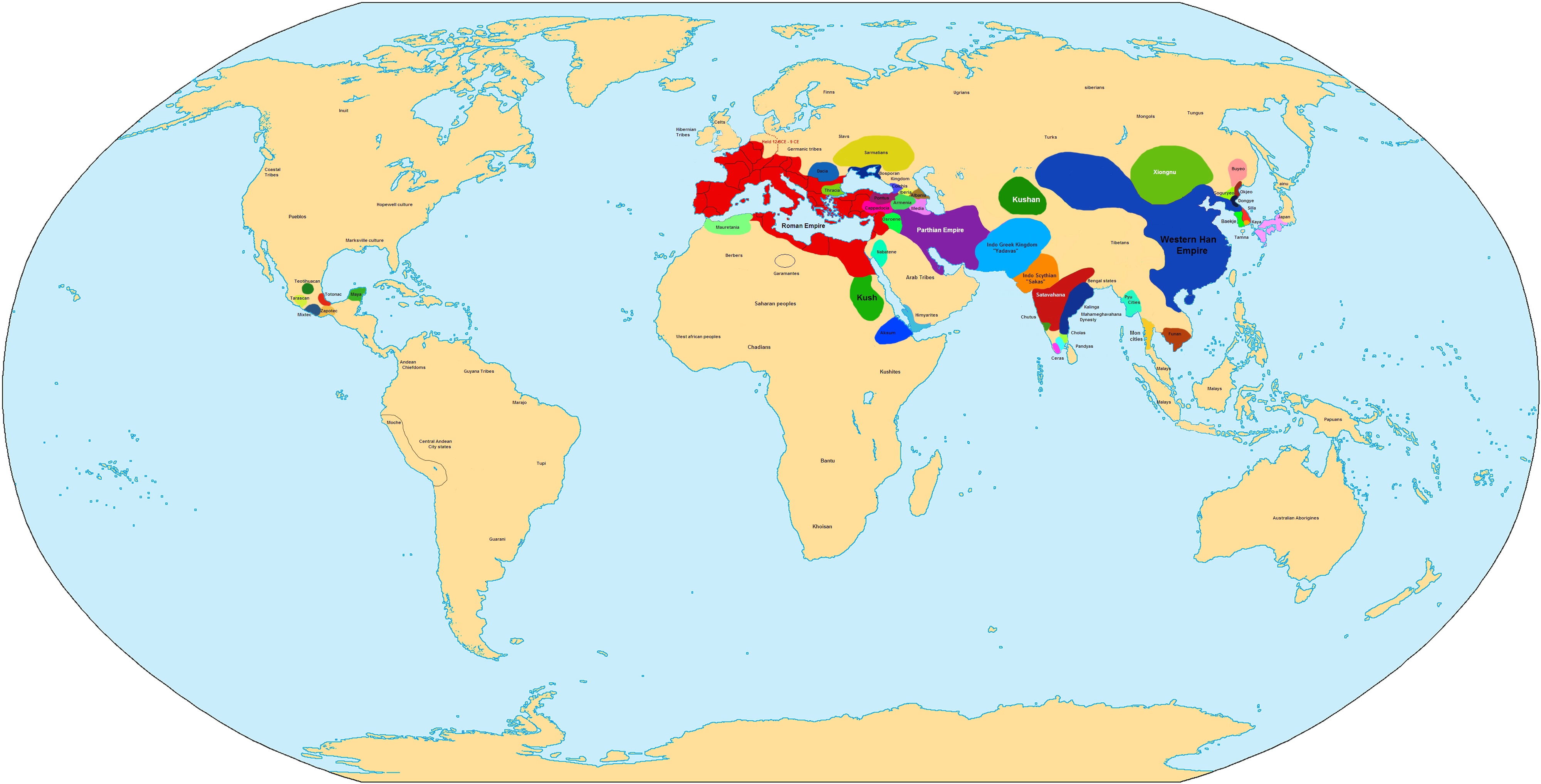
Bản đồ thế giới vào năm 1 CN, vào đầu thiên niên kỷ mới.

Tại Trung Mỹ, thiên niên kỷ 1 chính là thời đại phát triển vượt bậc được gọi là Kỷ nguyên Cổ điển (200–900). Teotihuacan phát triển thành một đô thị và đế chế của nó thống trị Mesoamerica. Tại Nam Mỹ, các nền văn hóa ven biển từ thời tiền Inca đã phát triển mạnh mẽ, sản xuất ra những món đồ kim loại ấn tượng và một số đồ gốm tốt nhất từng thấy trong thế giới cổ đại. Tại Bắc Mỹ, nền văn hóa Mississippi phát triển vào cuối thiên niên kỷ ở thung lũng sông Mississippi và Ohio. Nhiều thành phố đã được xây dựng; Cahokia, thành phố lớn nhất, tại Illinois ngày nay. Việc xây dựng Gò Monks tại Cahokia được bắt đầu vào khoảng từ năm 900–950.
Tại vùng Châu Phi Hạ Sahara, sự bành trướng của người Bantu đến Nam Phi vào khoảng thế kỷ thứ 5. Việc buôn bán nô lệ xuyên Sahara trải dài khắp Sahara và bờ biển Swahili vào thế kỷ thứ 9.